# كانتا أوسوي
كانتا أوسوي (باليابانية: 臼井 貫太) (9 أكتوبر 1999 في هيوغو (محافظة) في اليابان - )؛ هو لاعب كرة قدم كان يلعب كمدافع.

## وصلات خارجية
- كانتا أوسوي على موقع رابطة كرة القدم اليابانية للمحترفين (اليابانية)
- كانتا أوسوي على موقع قاعدة بيانات كرة القدم.إي يو (الإنجليزية)
- كانتا أوسوي على موقع Soccerway.com (الإنجليزية)